# Jean Potvin
Jean Rene Potvin, född 25 mars 1949 i Ottawa, Ontario, död 15 mars 2022 i Weston, Florida, var en kanadensisk ishockeyback som tillbringade elva säsonger i den nordamerikanska ishockeyligan National Hockey League (NHL), där han spelade för Los Angeles Kings, Philadelphia Flyers, New York Islanders, Cleveland Barons och Minnesota North Stars. Han producerade 287 poäng (63 mål och 224 assists) och drog på sig 478 utvisningsminuter på 613 grundspelsmatcher. Potvin spelade också för Springfield Kings i American Hockey League (AHL), Oklahoma City Stars i Central Hockey League (CHL) och Ottawa 67's i Ontario Hockey Association.
Han blev aldrig NHL-draftad.
Potvin var delaktig när Islanders dynastilag vann deras två första av fyra raka Stanley Cup som de bärgade mellan 1980 och 1983. Hans yngre bror Denis Potvin spelade också för Islanders och var en av kärnmedlemmarna i dynastilaget och en av orsakerna till att de kunde vinna alla fyra.
Efter spelarkarriären arbetade han som sportkommentator, på Wall Street och för en katolsk välgörenhetsorganisation i New York. Han var också kusin till Marc Potvin som spelade i NHL mellan 1990 och 1996.

## Statistik
| 1966–1967      | Hull Hawks            | CJHL           | 45  | 22 | 27  | 49  | 115 | —  | — | —  | —  | —  |
| 1967–1968      | Ottawa 67's           | OHA-Jr.        | 54  | 18 | 17  | 35  | 138 | —  | — | —  | —  | —  |
| 1968–1969      | Ottawa 67's           | OHA-Jr.        | 54  | 17 | 23  | 40  | 116 | 7  | 1 | 7  | 8  | 20 |
| 1969–1970      | Springfield Kings     | AHL            | 61  | 3  | 5   | 8   | 42  | 14 | 0 | 2  | 2  | 24 |
| 1970–1971      | Los Angeles Kings     | NHL            | 4   | 1  | 3   | 4   | 2   | —  | — | —  | —  | —  |
|                | Springfield Kings     | AHL            | 60  | 9  | 23  | 32  | 94  | 12 | 2 | 10 | 12 | 17 |
| 1971–1972      | Los Angeles Kings     | NHL            | 39  | 2  | 3   | 5   | 35  | —  | — | —  | —  | —  |
|                | Philadelphia Flyers   | NHL            | 29  | 3  | 12  | 15  | 6   | —  | — | —  | —  | —  |
| 1972–1973      | Philadelphia Flyers   | NHL            | 35  | 3  | 9   | 12  | 10  | —  | — | —  | —  | —  |
|                | New York Islanders    | NHL            | 10  | 0  | 3   | 3   | 12  | —  | — | —  | —  | —  |
| 1973–1974      | New York Islanders    | NHL            | 78  | 5  | 23  | 28  | 100 | —  | — | —  | —  | —  |
| 1974–1975      | New York Islanders    | NHL            | 73  | 9  | 24  | 33  | 59  | 15 | 2 | 4  | 6  | 9  |
| 1975–1976      | New York Islanders    | NHL            | 78  | 17 | 55  | 72  | 74  | 13 | 0 | 1  | 1  | 2  |
| 1976–1977      | New York Islanders    | NHL            | 79  | 10 | 36  | 46  | 26  | 11 | 0 | 4  | 4  | 6  |
| 1977–1978      | New York Islanders    | NHL            | 34  | 1  | 10  | 11  | 8   | —  | — | —  | —  | —  |
|                | Cleveland Barons      | NHL            | 40  | 3  | 14  | 17  | 30  | —  | — | —  | —  | —  |
| 1978–1979      | Minnesota North Stars | NHL            | 64  | 5  | 16  | 21  | 65  | —  | — | —  | —  | —  |
|                | Oklahoma City Stars   | CHL            | 9   | 3  | 7   | 10  | 10  | —  | — | —  | —  | —  |
| 1979–1980      | New York Islanders    | NHL            | 32  | 2  | 13  | 15  | 26  | —  | — | —  | —  | —  |
| 1980–1981      | New York Islanders    | NHL            | 18  | 2  | 3   | 5   | 25  | —  | — | —  | —  | —  |
| NHL totalt     | NHL totalt            | NHL totalt     | 613 | 63 | 224 | 287 | 478 | 39 | 2 | 9  | 11 | 17 |
| AHL totalt     | AHL totalt            | AHL totalt     | 121 | 12 | 28  | 40  | 136 | 26 | 2 | 12 | 14 | 41 |
| OHA-Jr. totalt | OHA-Jr. totalt        | OHA-Jr. totalt | 108 | 35 | 40  | 75  | 254 | 7  | 1 | 7  | 8  | 20 |